# Nottertal-Heilinger Höhen
Nottertal-Heilinger Höhen é um município da Alemanha, situado no distrito de Unstrut-Hainich, no estado da Turíngia. Tem 75,95 km² de área, e sua população em 2019 foi estimada em 5.760 habitantes. Foi formado em 31 de dezembro de 2019, após a fusão dos antigos municípios de  Schlotheim, Bothenheilingen, Issersheilingen, Kleinwelsbach, Neunheilingen e Obermehler.